# 系魂
系魂（日语：／）是多意识体（Multiplicity）概念体系中的一种，指个体与某一角色或人格之间建立的深层心理联系。这些角色通常源自虚构作品、幻想世界，或是个人创作的故事设定。个体在这种联系中可能感知到该角色具有独立意识、情感与认同，仿佛其真实存在于内心世界之中。
系魂社群中的许多角色来自流行文化作品，如小说、动漫、影视等。这些文本并不总是被视为“纯粹虚构”，而是构成认同、记忆、甚至灵性世界的基础。Kirby（2014）指出，在当代另类灵性中，文本可能被用作“理想原型”、“精神实证”乃至“实践工具”，通过特定的阅读方式，这些作品成为灵性知识和宇宙观的来源。
系魂概念与图帕（Tulpa）相似，二者都是创造或感知内心意识体的实践方式，但在起源、形成路径、人格建构与现实适应上存在显著差异。
系魂现象与“虚构宗教”或“超真实宗教”共享许多特征，即通过虚构作品构建世界观与精神认同，进而影响现实行为与生活选择。

## 概念起源
在日本、欧洲等传统文化中，存在许多“伴随灵”的概念，如系魂或巫师的灵仆。这些存在常被认为具有独立意识，能协助人类完成任务。在许多宗教或神秘学传统当中，即使是“非真实”或“已死亡”的存在，也可以通过文字、图像、幻想世界的叙述方式被“再度激活”为意识或角色形象。文学与图像传统早已探索了“非物质身体”的再现与象征赋能。Wandhoff（2006）研究中世纪墓志铭中“死者的再动画”现象，即可视为虚构角色意识构建的一种文化根源形式。
在现代网络社群文化中，“系魂”一词被重新诠释，用以形容基于虚构世界观的意识体。中文“系魂”一词起源于日文“けいこん（系魂）”，在中文语境中常用于描述“绑定于世界观中的人格意识体”。最早出现在同人文化、虚拟人格创作、幻想角色扮演等网络次文化圈层中。与西方神秘学中的 Tulpa 不同，系魂更强调“角色性”与“世界绑定”属性，即该意识体常常带有完整的背景设定和社会关系，并与其所属虚构世界紧密相连。

## 概念定义
系魂是指个体与特定角色之间建立的心理与情感联结。这些角色可能源于文学作品、影视剧、游戏，或完全由个体构思创作。在此过程中，个体通常认为该角色拥有独立意识、独特人格和完整的社会背景。系魂常具有“世界绑定”（Worldbound）属性，即其身份与原始世界观深度融合，与现实世界的认同可能存在冲突。
部分个体报告称，系魂拥有自洽的记忆体系、生活轨迹和情感经历，并可在“里世界”或“心灵空间”中与宿主互动。

## 与 Tulpa 的区别
Tulpa 起源于藏传佛教，在现代多意识体社群中被视为一种通过冥想、专注和互动逐渐形成的自主人格体。Tulpa 的形成过程强调创造者的主动性与长期精神训练。
以下是两者的主要区别：
| 项目             | 系魂（Soulbond）                                       | Tulpa（图帕）                                  |
| ---------------- | ------------------------------------------------------ | ---------------------------------------------- |
| 起源与形成方式   | 基于已有角色或幻想世界，通过情感投射和心理认同形成     | 通过冥想、聚焦和对话，从无到有地构建独立意识体 |
| 记忆与身份认同   | 拥有完整的背景故事、社会角色与记忆，与虚构世界紧密相连 | 初期无预设设定，身份通过与宿主互动逐步建立     |
| 与现实世界的关系 | 倾向于停留于幻想空间，现实互动较少，可能出现认同冲突   | 通常积极参与现实事务，甚至影响宿主的行为与情绪 |
| 创造者的参与程度 | 多为非主动建立，情感投射驱动，过程可能无意识发生       | 需创造者主动投入大量时间与精神劳动             |

## 社群与实践
系魂现象在中文与日文网络圈层中较为常见，特别是在ACG文化、同人创作社群、虚拟人格论坛中形成稳定社群。一些个体通过“心灵空间”或“里世界”（headspace）与系魂进行互动，如同共同生活的伙伴。系魂及其相关群体在 Tumblr 等社交平台形成活跃的身份政治话语空间，融合虚构角色、社群认同与社会边缘化议题。
部分研究认为，系魂体验融合了粉丝文化、宗教体验与浪漫投射，构建出一种“超现实的身份关系”。
系魂实践通常被视为一种心理寄托、自我探索或创作延伸方式。然而，部分个体也可能因此产生现实逃避、认同混乱等心理困扰。
系魂的实践与“异族人”（Otherkin）社群高度重合之处，这一社群泛指那些认为自己的内在身份、灵魂、精神本质或前世经历与人类不同的个体，也强调与虚构或非人意识体建立深层情感与认同关系，通常在内在心灵空间（soulscape）中交互。有学者指出，Otherkin 和 Therian 社群常将“成为非人”作为一种灵性修行路径，强调“自我觉醒”与“真实本质”的显现，这种认同往往带有超越性或神秘性的维度。
Altman（2010）指出，互联网去除了身体对身份的约束，使许多“幻想认同”群体能够以非人类、虚构角色为载体，在虚拟空间中构建完整而富有意义的自我认同体系。

## 与心理学的关系
系魂目前尚未被纳入主流心理学的正式分类。在心理现象上，其与解离性身份障碍（DID）有一定相似性，但多数系魂体验者并不认为自己患病。 部分心理学研究者将系魂视为“功能性幻想”或“角色性人格投射”，强调其在创伤后恢复、孤独感缓解及创作激发方面的潜在作用。
更中性地，系魂可以被视为多意识体的一种，并被分类为创造型，即由主动创造产生的多意识体。